# Sân bay Bodaybo
Sân bay Bodaybo (IATA: ODO, ICAO: UIKB) là một sân bay ở Bodaybo, tỉnh Irkutsk, Nga.

## Hãng hàng không và điểm đến
| Hãng hàng không | Các điểm đến |
| --------------- | ------------ |
| Angara Airlines | Irkutsk      |
| IrAero          | Irkutsk      |

## Thống kê
Nguồn: 